# Carlos Acevedo
Carlos Acevedo López (Torreón, Coahuila, 19 de abril de 1996) es un futbolista mexicano que juega como portero en el Club Santos Laguna de la Primera División de México. Es también internacional con la Selección de fútbol de México.
Debutó a los 20 años de edad y desde su proceso de formación hasta conseguir la titularidad tuvo como compañeros de equipo y maestros a porteros como Oswaldo Sánchez, Agustín Marchesín y Jonathan Orozco, además de tener como entrenador a Nicolás Navarro durante muchos años, quien lo llegó a comparar con Pablo Larios por su forma de atajar.
Participó como actor secundario en la película Eres mi Pasión en 2018.

## Trayectoria
Empezó a jugar desde los diez años con el equipo de la sexta división del Club Santos Laguna. Tras estar cinco años en la institución y no haber recibido alguna oportunidad de disputar un torneo de categoría sub-13 o sub-15 decidió retirarse del club, pero regresó para incorporarse con la categoría sub-17 en 2013. Por diferentes motivos, entre los cuales se mencionaba su baja estatura, Acevedo fue dado de baja del equipo, pero en enero de 2014 el camión de la categoría sub-17 sufrió un accidente, motivo que le hizo regresar al club por tercera vez. La siguiente temporada comenzó a jugar con la escuadra sub-20 con quienes fue convocado para participar en la edición 2014 del ICGT en Holanda y en la edición 2015 de la Viareggio Cup en Italia, en este último jugó dos de los tres partidos que disputó su equipo. Logró el campeonato de la categoría al derrotar en la final del torneo apertura 2015 al Club Tijuana en penales.
Tuvo sus primeras participaciones con el primer equipo durante la Copa Socio MX 2016 y logró debutar en primera división el 20 de agosto de 2016 en la derrota de Santos ante Cruz Azul por marcador de 3-1. El 20 de mayo se coronó campeón del Torneo Clausura 2018 al derrotar en la final a Toluca por marcador global de 3-2. Consiguió la titularidad el Torneo Guardianes 2020 tras la venta de Jonathan Orozco al Club Tijuana y la llegada al equipo de Gibran Lajud. Para el siguiente torneo fue nombrado capitán por el director técnico Guillermo Almada, esto tras la salida de Julio Furch del equipo. En mayo de 2021 disputó su primer final, la cual perdió ante Cruz Azul. El 13 de marzo de 2022 llegó a los 100 partidos jugados con el equipo. En julio de 2022 fue convocado para participar en el Juego de las Estrellas de la Major League Soccer, teniendo participación en el Skills Challenge y entrando de cambio al minuto 61 del partido. El sábado 10 de septiembre de 2022 anotó su primer gol como profesional, lo hizo ante Querétaro Fútbol Club al minuto 99 del partido y su anotación significó el empate a tres para su equipo.

## Selección nacional
En diciembre de 2021 recibió su primer llamado a la selección nacional para disputar un partido amistoso ante la Selección de fútbol de Chile. Debutó el 8 de diciembre de 2021, fue titular y jugó el partido completo en el empate a dos ante Chile. El 27 de abril de 2022 dejó por primera vez su portería en ceros en el empate de México contra Guatemala. Disputó su primer partido de Liga de Naciones de la Concacaf el 11 de junio de 2022, en la victoria de México ante Surinam por marcador de 3-0.

### Partidos
| N | Fecha      | Rival          | Estadio                | R   | MJ | Competencia                             | Notas |
| - | ---------- | -------------- | ---------------------- | --- | -- | --------------------------------------- | ----- |
| 1 | 08/12/2021 | Chile          | Q2                     | 2-2 | 90 | Amistoso                                |       |
| 2 | 27/04/2022 | Guatemala      | Camping World          | 0-0 | 90 | Amistoso                                |       |
| 3 | 11/06/2022 | Surinam        | Corona                 | 3-0 | 90 | Liga de Naciones de la Concacaf 2022-23 |       |
| 4 | 31/08/2022 | Paraguay       | Mercedes-Benz          | 0-1 | 90 | Amistoso                                |       |
| 5 | 24/03/2023 | Surinam        | Estadio Franklin Essed | 2-0 | 90 | Liga de Naciones de la Concacaf 2022-23 |       |
| 6 | 19/04/2023 | Estados Unidos | State Farm Stadium     | 1-1 | 90 | Amistoso                                |       |

## Estadísticas
Actualizado al último partido jugado el 31 de marzo de 2024.
| Club                      | Div.          | Temporada     | Liga  | Liga  | Liga  | Copas nacionales | Copas nacionales | Copas nacionales | Copas internacionales | Copas internacionales | Copas internacionales | Total | Total | Total |
| Club                      | Div.          | Temporada     | Part. | G. R. | V. I. | Part.            | G. R.            | V. I.            | Part.                 | G. R.                 | V. I.                 | Part. | G. R. | V. I. |
| ------------------------- | ------------- | ------------- | ----- | ----- | ----- | ---------------- | ---------------- | ---------------- | --------------------- | --------------------- | --------------------- | ----- | ----- | ----- |
| C. Santos Laguna · México | 1.ª           | 2016-17       | 1     | 3     | 0     | —                | —                | —                | —                     | —                     | —                     | 1     | 3     | 0     |
| C. Santos Laguna · México | 1.ª           | 2017-18       | 2     | 0     | 2     | 13               | 10               | 8                | —                     | —                     | —                     | 15    | 10    | 10    |
| C. Santos Laguna · México | 1.ª           | 2018-19       | 6     | 11    | 1     | 3                | 3                | 1                | 1                     | 0                     | 1                     | 10    | 14    | 3     |
| C. Santos Laguna · México | 1.ª           | 2019-20       | 3     | 4     | 0     | 7                | 6                | 0                | —                     | —                     | —                     | 10    | 10    | 0     |
| C. Santos Laguna · México | 1.ª           | 2020-21       | 42    | 41    | 13    | —                | —                | —                | —                     | —                     | —                     | 42    | 41    | 13    |
| C. Santos Laguna · México | 1.ª           | 2021-22       | 29    | 33    | 7     | —                | —                | —                | 2                     | 3                     | 1                     | 31    | 36    | 8     |
| C. Santos Laguna · México | 1.ª           | 2022-23       | 37    | 63    | 8     | —                | —                | —                | —                     | —                     | —                     | 37    | 63    | 8     |
| C. Santos Laguna · México | 1.ª           | 2023-24       | 21    | 35    | 6     | —                | —                | —                | —                     | —                     | —                     | 21    | 35    | 6     |
| C. Santos Laguna · México | Total club    | Total club    | 141   | 190   | 37    | 23               | 19               | 9                | 3                     | 3                     | 2                     | 167   | 212   | 48    |
| Total carrera             | Total carrera | Total carrera | 141   | 190   | 37    | 23               | 19               | 9                | 3                     | 3                     | 2                     | 167   | 212   | 48    |

## Palmarés

### Campeonatos nacionales
| Título                     | Equipo             | País   | Año  |
| -------------------------- | ------------------ | ------ | ---- |
| Primera División de México | Club Santos Laguna | México | 2018 |